# Taphien de Maurice
Taphozous mauritianus
Espèce
Répartition géographique
Le Taphien de Maurice (Taphozous mauritianus) est une espèce de chauve-souris de la famille des Emballonuridae. Cette espèce se rencontre dans le centre et le sud de l'Afrique et à Madagascar. On la retrouve moindrement en Afrique de l'Ouest dans les pays du contour du Golfe de Guinée. Elle a été découverte en 1818 par Étienne Geoffroy Saint-Hilaire, et se caractérise par une surface ventrale entièrement blanche, une coloration dorsale grisonnante et une face conique. Il a une bonne vue, un trait qui est commun aux chauves-souris du vieux monde et qui lui permet de trouver des endroits de repos. Il s'est adapté à un large éventail d'habitats, notamment les savanes subarides à semi-tropicales et peut être trouvé dans une grande partie de l'Afrique au sud du Sahara, y compris de nombreuses îles environnantes. Il aide à la lutte antiparasitaire, notamment en consommant des insectes vecteurs de maladies humaines. Il a tendance à être chasseur nocturne et ses proies se composent de mites, de papillons et de termites. Peu enclin à se percher en grands groupes, T. mauritianus est le plus souvent trouvé sur les côtés des bâtiments ou sur les troncs d'arbres en groupes d'environ cinq individus. Il se reproduit en moyenne une fois ou deux fois par an et a habituellement un petit, même si des jumeaux sont parfois signalés. Cette espèce est classée comme peu préoccupante sur la Liste rouge de l'UICN en raison de sa large distribution et de sa population stable.